# قائمة أعداء نيكسون

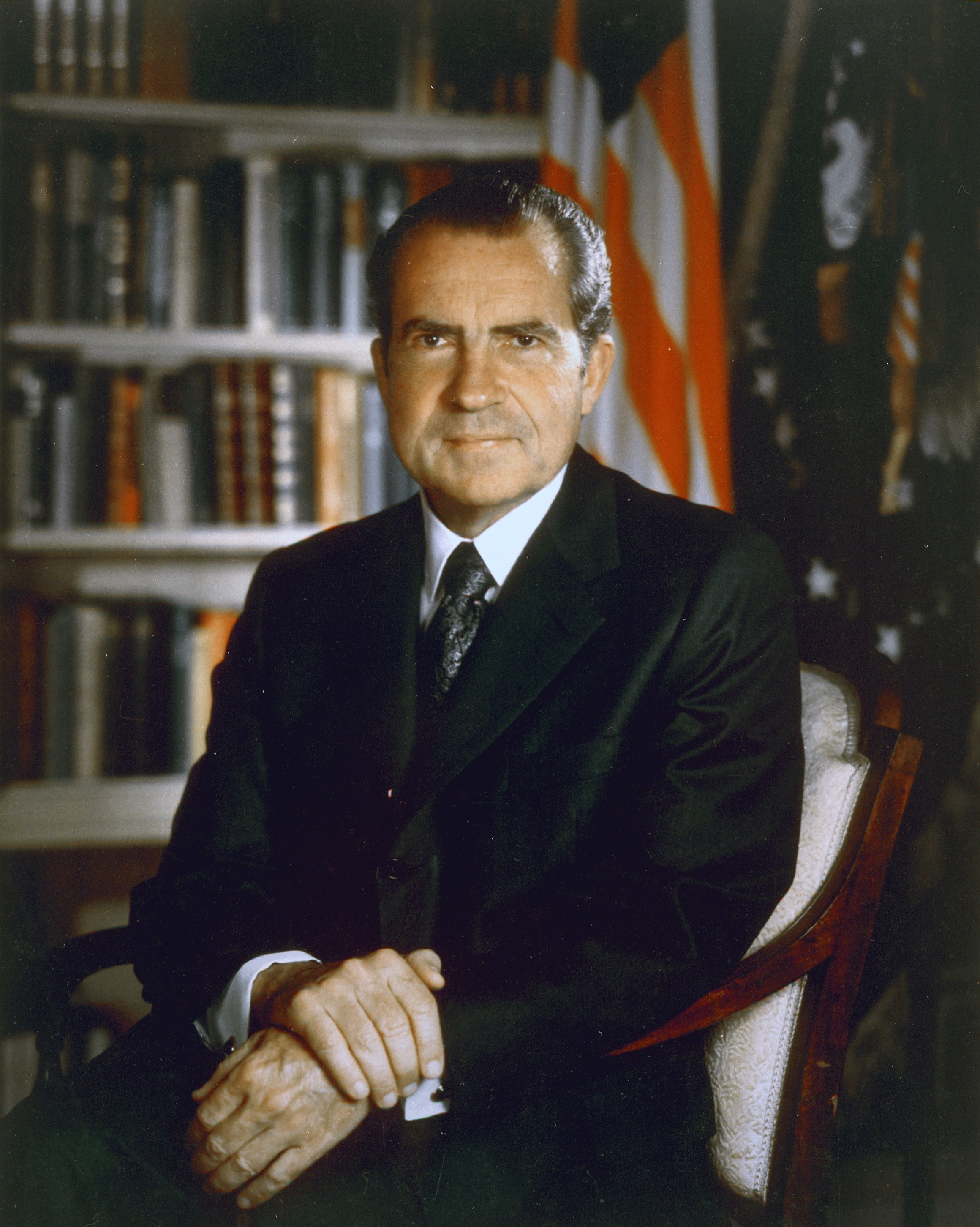
الصورة الرئاسية الرسمية للرئيس ريتشارد نيكسون، التقطت عام 1971

قائمة أعداء نيكسون هو الاسم غير الرسمي لما بدأ كقائمة للمعارضين السياسيين الرئيسيين لرئيس الولايات المتحدة ريتشارد نيكسون التي جمعها تشارلز كولسون، وكتبها جورج ت. بيل  (مساعد كولسون، مستشار خاص للبيت الأبيض)، وأرسلت في شكل مذكرة إلى جون دين في 9 سبتمبر 1971. كانت القائمة جزءًا من حملة تُعرف رسميًا باسم «قائمة المعارضين» و«مشروع الأعداء السياسيين».
أصبحت القائمة معرفة عامة في 27 يونيو 1973،  عندما ذكر دين خلال جلسات الاستماع مع لجنة واترجيت بمجلس الشيوخ أن هناك قائمة تحتوي على أولئك الذين لم يعجبهم الرئيس. تمكن الصحفي دانييل شور، الذي تصادف وجوده في القائمة، من الحصول على نسخة منها في وقت لاحق من ذلك اليوم.
تم نشر قائمة ثانية أطول من قبل دين في 20 ديسمبر 1973، خلال جلسة استماع مع اللجنة المشتركة للكونجرس حول ضريبة الدخل الداخلية.

## الغرض

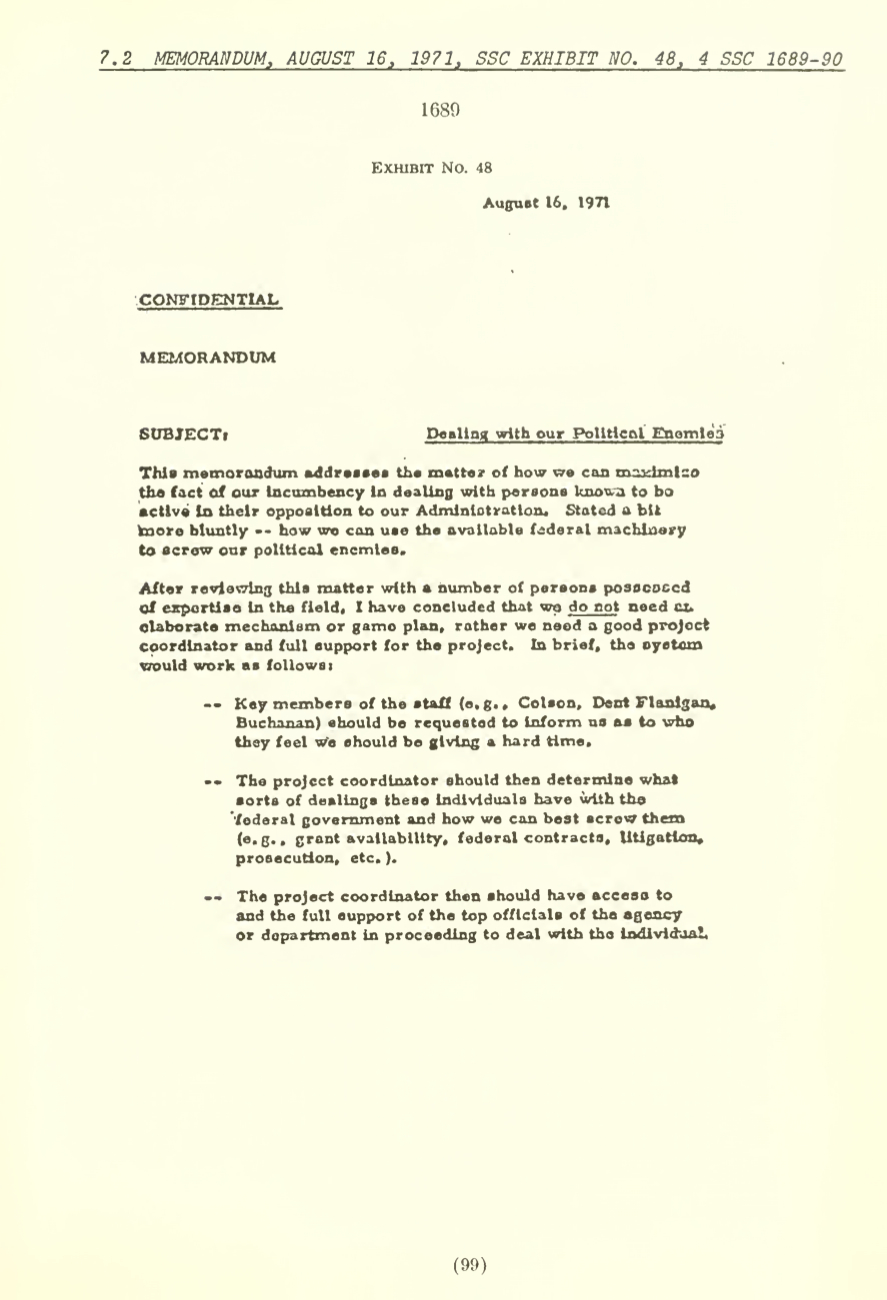
مذكرة غلاف جون دين، بتاريخ 16 أغسطس 1971.

كان الغرض الرسمي، كما وصفه مكتب مستشار البيت الأبيض، «ثني» أعداء نيكسون السياسيين، من خلال تدقيق الضرائب من خدمة الإيرادات الداخلية، ومن خلال التلاعب «بتوافر المنح، والعقود الفيدرالية، والتقاضي، والملاحقة القضائية، إلخ.». في مذكرة من جون دين إلى لورانس هيغبي (16 أغسطس 1971)، شرح دين الغرض من القائمة:
رفض مفوض مصلحة الضرائب، دونالد ألكسندر، بدء تدقيق الأشخاص على القائمة.

## الأشخاص المدرجون
كانت الأسماء الـ 20 في المذكرة بالترتيب كما يلي، على الرغم من أن قائمة رئيسية بالمعارضين السياسيين لنيكسون مع أسماء إضافية تم تطويرها لاحقًا. 
- أرنولد بيكر
- ألكسندر إي. باركان
- إدوين جوثمان
- ماكسويل دان
- تشارلز دايسون
- هوارد شتاين
- ألارد لوينشتاين
- مورتون هالبرين
- ليونارد وودكوك
- س. ستارلينج مونرو الابن
- برنارد فيلد
- سيدني دافيدوف
- جون كونيرز
- صموئيل م. لامبرت
- ستيوارت رولينجز موت
- رون ديلومز
- دانيال شور
- س. هاريسون دوجول
- بول نيومان
- ماري ماكجروري

 اعتبارًا من يناير 2020، كان هالبرين ودافيدوف آخر شخصين من القائمة الأصلية ما زالا على قيد الحياة.

## القائمة الرئيسية للمعارضين السياسيين
وفقا لدين، قام كولسون في وقت لاحق بتجميع مئات الأسماء على «القائمة الرئيسية» التي تغيرت باستمرار. في 20 ديسمبر 1973، خلصت اللجنة المشتركة للكونجرس حول ضريبة الدخل الداخلية إلى أن الأشخاص المدرجين في قائمة «الأعداء» لم يخضعوا لعدد غير عادي من عمليات التدقيق الضريبي. كشف التقرير عن قائمة ثانية تضم حوالي 576 (مع بعض التكرارات) من أنصار وموظفي حملة جورج ماكغفرن الرئاسية لعام 1972 الممنوحة لمفوض الإيرادات الداخلية جوني والترز بواسطة جون دين في 11 سبتمبر 1972. قامت صحيفة واشنطن بوست بطباعة القائمة بالكامل في اليوم التالي، لكن صحيفة نيويورك تايمز ذكرت بضع فقرات فقط في الصفحة 21. 

## استقبال
صرح كل من الصحفي دانيال شور والممثل بول نيومان، بشكل منفصل، أن الإدراج في القائمة كان أكبر إنجاز لهم. عندما تم إصدار هذه القائمة، قرأها شور مباشرة على شاشة التلفزيون، ولم يدرك أنه كان على القائمة حتى جاء إلى اسمه. قال المؤلف هانتر طومسون أنه شعر بخيبة أمل لأنه لم يكن في القائمة.

## في الثقافة الشعبية
في الولايات المتحدة، أصبح مصطلح «قائمة الأعداء» يُستخدم في سياقات غير مرتبطة بريتشارد نيكسون. على سبيل المثال، الكتاب الساخر ب. ج. أورورك في كتابه لعام 1989 «دعوة إلى مكارثية جديدة» في المشاهد الأمريكي  لديه قائمة سوداء مختلطة وقائمة أعداء، مما يشير إلى أنه، على عكس أرواح هذه القوائم، يجب أن تكون الموضوعات هناك مكشوفة، وليس قمعها، «حتى يتمرد الجمهور المتهور في الاشمئزاز.»
في فيليب روث عصابتنا، والتي نشرت في عام 1971، قبل عامين من أول ذكر للقائمة في العامة، يبدأ شخصية المحاكاة الساخرة لنيكسون تريكي ديكسون في تجميع قائمة أولية من خمسة أعداء سياسيين. وهي تشمل جين فوندا وحزب الفهود السود الذين كانوا على القائمة الرئيسية الموسعة الواقعية، وبيريغان (الذي لم يكن) وكورت فلوود.
في «عدو هوميروس»، حلقة الموسم الثامن من عائلة سمبسون، يعرض مو قائمة أعدائه والتي يصنفها بارني غامبل بسرعة على أنها قائمة نيكسون، مع شطب اسم الأخير واستبداله بمو. ويضيف مو على الفور بارني إلى القائمة بسبب وقاحته.
في الحلقة الأولى من فيوتشوراما، «سبيس بايلوت 3000»، يتجول فراي وبندر في غرفة الرؤوس المحفوظة الحية للأشخاص المشهورين. عندما يطرق فراي جرة نيكسون، يقول نيكسون «هذا كل شيء، لقد صنعت قائمتي للتو!»
في حلقة الموسم الثاني من بوجاك هورسمان بعنوان «الطلقة»، تقوم شخصية العنوان وتود بزيارة مكتبة نيكسون الرئاسية بهدف سرقة نسخة مماثلة مصغرة من المكتبة. يعلق على الجدران قوائم أعداء نيكسون و «فرينمي». والت ديزني مدرج في قائمة الأعداء.

## روابط خارجية
- سجلات هيئة الادعاء الخاصة في ووترغيت 1971-1977 عبر إدارة المحفوظات والسجلات الوطنية
- EnemiesList.info ، قائمة أعداء نيكسون الكاملة، القابلة للبحث، المشروحة
- بيان بالمعلومات ، جلسات استماع أمام لجنة القضاء ، مجلس النواب ، المؤتمر الثالث والتسعون ، الدورة الثانية ، عملاً ب H. Res. 803 ، قرار يفوض ويوجه لجنة السلطة القضائية للتحقيق فيما إذا كانت هناك أسباب كافية لمجلس النواب لممارسة سلطته الدستورية لمقاضاة ريتشارد نيكسون ، رئيس الولايات المتحدة الأمريكية ، الكتاب الثامن ، خدمة الإيرادات الداخلية ، مايو - يونيو 1974 عبر أرشيف الإنترنت